# Cyclosorus papyraceus
Cyclosorus papyraceus là một loài thực vật có mạch trong họ Thelypteridaceae. Loài này được (Bedd.) Ching mô tả khoa học đầu tiên năm 1938.